# 發現斷崖
發現斷崖（英語：Discovery Rupes）是水星南半球的一個巨大斷崖，長度約650公里，高度約2公里；位於56.3 S, 38.3 W，橫越拉莫撞擊坑。發現山脊是因為逆斷層產生而形成，形成原因是水星的核心隨時間冷卻收縮。
名字由來於詹姆斯·庫克船長第三次遠航船隊中的發現號帆船。

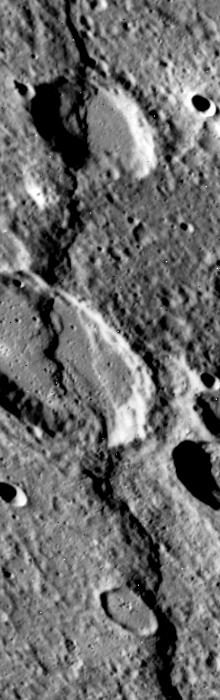
水手10號第一次飛掠時拍攝下發現斷崖的明顯陡坡。
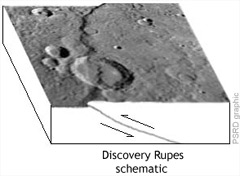
發現斷崖的逆斷層示意圖。